# NGC 4129
NGC 4129 = NGC 4130 ist eine Balken-Spiralgalaxie vom Hubble-Typ SBab mit ausgedehnten Sternentstehungsgebieten im Sternbild Jungfrau auf der Ekliptik. Sie ist schätzungsweise 47 Millionen Lichtjahre von der Milchstraße entfernt und hat einen Durchmesser von etwa 30.000 Lichtjahren.

Im selben Himmelsareal befindet sich die Galaxie NGC 4176.
Die Supernovae SN 1954aa und SN 2002E (Typ II) wurden hier beobachtet.
Das Objekt wurde am 3. März 1786 von Wilhelm Herschel entdeckt.